# الكشيدي (كعيدنة)

تعديل مصدري - تعديل

الكشيدي هي إحدى قرى عزلة كعيدنة بمديرية كعيدنة التابعة لمحافظة حجة، بلغ تعداد سكانها 295 نسمة حسب تعداد اليمن لعام 2004.